# Chutes Sunwapta
Les chutes Sunwapta sont une paire de chutes d'eau du Canada situées dans le parc national de Jasper, en Alberta, sur la rivière Sunwapta.
Elles ont une hauteur d'environ 18,5 mètres et sont accessibles via une route de 600 mètres située à proximité de la promenade des Glaciers, qui relie Jasper et le parc national de Banff. En stoney, Sunwapta signifie « eau turbulente ». Les chutes sont à leur plus forte intensité à la fin du printemps, quand la fonte des neiges est à son sommet.

## Description
Il y a deux chutes situées près l'une de l'autre. L'une est plus haute alors que l'autre est plus basse. La plupart des visiteurs voient la chute la plus haute, qui est plus facile d'accès.
L'eau tire son origine du glacier Athabasca. Le volume est donc plus élevé au début de l'été en raison de la fonte des glaces.
Les chutes sont de classe 6, avec une hauteur de 60 pieds et une largeur de 30 pieds.